# Repo! The Genetic Opera
Repo! The Genetic Opera é um musical futurístico no estilo rock-ópera-horror dirigido por Darren Lynn Bousman (Jogos Mortais II, III, IV). Com roteiro de Terrance Zdunich, é estrelado por Alexa Vega, Anthony Stewart Head, Paris Hilton, Paul Sorvino, Bill Moseley, Nivek Ogre e Sarah Brightman.

## Sinopse
O filme se passa no ano de 2056, 26 anos após uma epidemia de falência de órgãos devastar o planeta. Fora da tragédia, a empresa de biotecnologia GeneCo, dirigida por Rotti Largo (Paul Sorvino), faz transplantes de órgãos geneticamente modificados para fornecer à população carente, além de um plano financeiro, tornando-a acessível a qualquer pessoa que precisava de um. Através de seus esforços, Rotti também recebeu aprovação para criar os Repo Men, assassinos enviados para lidar com clientes que não fazem seus pagamentos em dia, fazendo sua empresa se tornar uma megacorporação, com influência da política à moda. Enquanto isso, uma garota de 17 anos, chamada Shilo (Alexa Vega), explora o cemitério onde sua mãe está enterrada. Escondendo de holofotes da GeneCo, ela corre para Graverobber (Terrance Zdunich), um negociante ilegal de um analgésico viciante chamado Zydrate. Encontrando GENcops (agentes da GeneCo que caçam Graverobbers), Shilo desmaia e acorda em sua casa, onde seu pai superprotetor, Nathan (Anthony Stewart Head), a manteve trancada durante toda a vida. Shilo vem sofrendo de uma doença sanguínea que aparentemente herdou de sua mãe, Marni (Sarah Power), que morreu após tomar uma "cura" inventada por Nathan. Enquanto Shilo acredita que ele é um médico, Nathan é realmente um dos Repo Men.
Enquanto isso, Rotti Largo, que está morrendo, vê Shilo como uma possível herdeira. Ele se recusa a considerar seus filhos, Luigi (Bill Moseley), Pavi (Nivek Ogre) e Amber (Paris Hilton), vendo-os como "abutres e ingratos." Rotti, ex-rival de Nathan por sua afeição Marni e, secretamente, seu assassino, pede a Shilo para encontrá-lo no cemitério. Quando eles se encontram, Rotti fala a Shilo sobre uma cura para sua condição. E também a apresenta a Blind Mag (Sarah Brightman), "a super star, voz da GeneCo". Mag fora obrigada a cantar para GeneCo mediante um contrato, pois era cega e enxerga usando olhos da GeneCo. Enquanto Mag anuncia sua aposentadoria para o público, Shilo é levada para uma tenda para ser guardada pelas seguranças de Rotti (Alisa Burket e Andreja Punkris). Infelizmente, o pai dela a chama durante o trabalho para lembrá-la a tomar o remédio, que quase faz com que Nathan voltar para casa mais cedo.
Graverobber aparece, e ajuda Shilo a escapar da tenda e lhe apresenta Zydrate, uma droga popular para viciados em cirurgia. Amber, que é viciada em Zydrate e, ironicamente, porta-voz do centro de reabilitação, "Apoio Zydrate Network", chega para tomar uma batida da droga. Amber revela que os olhos Mag pertencem a GeneCo, sua aposentadoria significa quebra do acordo que ela fez para cantar em troca de sua visão; e que depois, Amber substituiria Mag como a estrela da ópera. A chegada de GENcops faz com que o grupo se disperse, exceto para Amber e seus criados, que são levados pelos GENcops. Enquanto isso, Nathan recebe o seu próximo alvo da Rotti - Mag, mas recusa o pedido, justificando que ela era a melhor amiga da Marni, e por isso não a mataria.
Chegando em casa, Shilo recebe uma visita: Mag, que revela que é sua madrinha. Depois que ela adverte Shilo para não cometer os mesmos erros que fez, Nathan chega em casa e põe Mag para fora. Isto pede uma discussão entre Nathan e Shilo, que termina com Nathan batendo nela, fazendo-a desmaiar. Rotti envia uma mensagem a Shilo dizendo para encontrá-lo no Genetic Opera, naquela noite, e Nathan vê a mensagem, prometendo matar Rotti por tentar roubar Shilo. Enquanto ele está embaixo, no seu "local secreto", um grupo de Repo Men faz um atentado contra sua vida. Durante esse tempo em que Nathan luta contra os outros Repo Men, Shilo sai de casa.
Mais tarde naquela noite, os personagens convergem na Genetic Opera (Ópera Genética). Na performance, Amber estreia nos palcos, quando seu rosto cai. Logo depois, no final de seu solo, Mag arranca seus próprios olhos, afirmando que ela preferiria ser cega do que ser endividada para GeneCo, e morreu caindo em uma grade de ferro forjado após Rotti cortar os cabos que a suspendiam. Depois de convencer o público era parte do show, Rotti instrui Shilo para capturar Repo Man para sua cura. Depois de atacá-lo nos bastidores com uma pá, Shilo descobre, para seu horror, que o Repo Man é seu pai. No confronto que se segue, Nathan e Shilo vão ao palco. Rotti então revela a Shilo que sua doença foi causada pelo "remédio" fornecido por Nathan, que diz que fez isso para protegê-la do mundo exterior. Quando Shilo se recusa a aceitar a oferta de Rotti para herdar GeneCo - que seria matar seu pai -, Rotti atira em Nathan e depois morre. Depois que Shilo e seu pai trocam o adeus final, Shilo deixa o palco, livre de seu destino genético. No dia seguinte, como revelado por Graverobber, Shilo recusou herdar GeneCo. Em vez disso, Amber assumiu a empresa, além de leiloar o rosto falso para a caridade. Pavi ganhou o leilão e passou a usar o rosto falso de Amber e Luigi matou os três principais concorrentes da GeneCo.

## Elenco
- Alexa Vega como Shilo Wallace

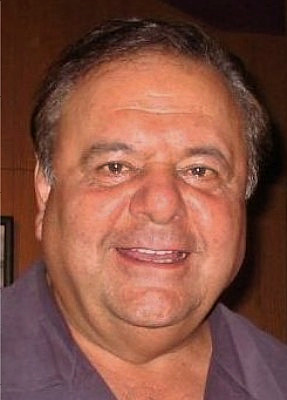
Paul Sorvino é Rotti Largo

- Anthony Head como Nathan Wallace / Repo Man
- Paris Hilton como Amber Sweet
- Sarah Brightman como Blind Mag
- Paul Sorvino como Rotti Largo
- Bill Moseley como Luigi Largo
- Nivek Ogre como Pavi Largo
- Terrance Zdunich como Graverobber
- Sarah Power como Marni Wallace
- Athena Karkanis como Jessica Adams
- J. Larose como Vanity & Vein News Reporter

## Trilha Sonora
Em 30 de setembro de 2008 foi lançada a trilha sonora Repo! The Genetic Opera: Original Motion Picture Soundtrack, com as principais músicas do filme. Em 17 de fevereiro de 2009 foi lançada a Edição Deluxe, que contém algumas músicas a mais.
O filme teve 3 canções consideradas para serem indicadas ao Oscar de Melhor Canção, e seu concorrente mais próximo foi o filme High School Musical 3: Senior Year que teve 11 canções consideradas. Apesar disso, nenhum dos dois filmes receberam indicações ao Oscar . As músicas que foram consideradas para o Oscar foram "Chase the Morning", "Chromaggia" e "Zydrate Anatomy".

## Produção
Em 1996, Darren Smith tinha um amigo que estava indo a falência e seus bens indo a leilão. Inspirado por isso, Smith veio com a ideia de um futuro onde não apenas a sua propriedade poderia ser recuperada, mas também partes do corpo. Terrance Zdunich colaborou com ideias para criar "The Necromerchant's Debt".
A primeira versão do Repo! foi "The Necromerchant's Debt", que contava a história de um graverobber em dívida para com um Repo Man. Foi realizada pela primeira vez no John Raitt teatro. Depois de ter sido um sucesso, Smith e Zdunich expandiram as histórias que se tornaram Repo! The Genetic Opera.
Muitas mudanças foram feitas, gradativamente. Por exemplo, Rotti, nas primeiras performances, não era o pai de Luigi, Pavi, e Amber. Em vez disso, ele era um irmão mais novo de Luigi e Pavi, enquanto a Amber era filha de Luigi.
As letras eram ajustadas para novos arcos, e algumas canções foram lançadas em conjunto, por exemplo, "But This Is Opera!", que foi um esforço para mudar a direção da personagem Blind Mag. Depois de anos sendo realizada como uma peça de teatro, Repo! foi adaptado em um curta-metragem de 10 minutos por Darren Lynn Bousman, para lançar a ideia para as empresas de cinema. O filme, estrelado por Shawnee Smith (Amanda Young no Saw filmes), como Amber Sweet (então chamada Heather), Michael Rooker (Henry: Portrait of a Serial Killer) como Repo Man, Fairlie Kristen como Shilo, Zdunich Terrance como graverobber, e J. Larose como Pavi.
Depois, a Lionsgate decidiu produzir o filme Repo! The Genetic Opera, e as filmagens começaram em setembro de 2007 no Canadá. O filme estava programado para ser lançado em 25 de abril de 2008, mas foi adiado para 7 de novembro de 2008. Yoshiki Hayashi produziu a trilha sonora, juntamente com uma faixa extra para o filme, VUK-R. Ele também é um dos produtores do filme.

## Outros nomes do filme

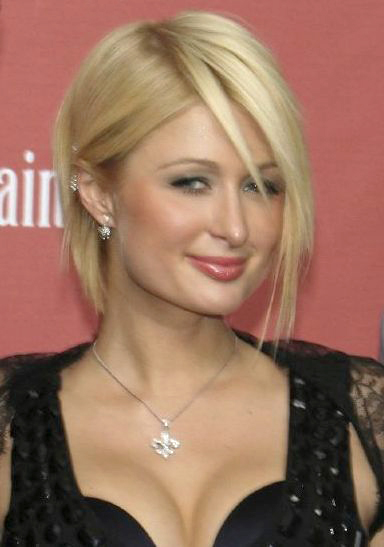
Paris Hilton é Amber Sweet.

| Nome                    | País(es)         |
| ----------------------- | ---------------- |
| Foniki synallagi        | Grécia           |
| Repo!                   | Japão            |
| Repo! The Genetic Opera | França           |
| Repo: Genetická opera   | República Tcheca |

## Premiações
- Ganhou[8]

Fant-Asia Film Festival
Categoria Prêmio Fantasia Ground-Breaker Darren Lynn Bousman